# NiBiRu: Messaggero degli dei
NiBiRu: Messaggero degli dei (NiBiRu: Age of Secrets), uscito per Microsoft Windows nel 2005, è una avventura grafica in terza persona creato da Future Games con interfaccia “punta e clicca”, che rende sufficiente l'uso del mouse. Succede al suo predecessore The Black Mirror, distribuito nel 2004 sempre da Power Up, e prende il nome dal pianeta Neberu dell'astronomia Babilonese (Nibiru nella traslitterazione in lingua inglese).

## Trama
Il gioco narra di un giovane archeologo di nome Martin Holan, vagamente ispirato ad Indiana Jones, che viene incaricato dallo zio di indagare su una tecnologia aliena che sarebbe servita ai nazisti per vincere la guerra. Le ricerche cominciano in una miniera di Praga per poi spostarsi a Parigi ed infine in Messico, tra le rovine degli antichi templi Maya che dovrebbero custodire i segreti dei manufatti alieni. La ricerca è accompagnata da una serie di omicidi compiuti da un gruppo di killer che cerca di impadronirsi dei manufatti prima che lo possa fare Martin.